# Quadraceps hopkinsi
Quadraceps hopkinsi är en insektsart. Quadraceps hopkinsi ingår i släktet Quadraceps och familjen fjäderlöss.

## Underarter
Arten delas in i följande underarter:
- Q. h. apophoretus
- Q. h. hopkinsi